# الدوري الألماني الدرجة الثانية
بوندسليغا 2 أو الدوري الألماني الدرجة الثانية (بالألمانية: 2. Bundesliga) هو أحد مسابقات كرة القدم المحلية في ألمانيا، ويأتي في المرتبة التالية للدوري الألماني للدرجة الأولى البوندسليغا ، جميع الفرق التي تلعب به تتأهل الي كأس ألمانيا بالإضافة الي ان اصحاب المراكز 3 الأولى يرتقون الي دوري الدرجة الأولي (البوندسليغا) . بلغت عدد الفرق التي شاركت فيه حوالي 123 ناديا منذ نشأته.

## تاريخه
اتخذ قرار إنشاء دوري المستوى الثاني لكرة القدم في ألمانيا الغربية في مايو 1973 . بدأ الدوري في أغسطس 1974، ثم مع فرقتين من 20 ناديا . وقد خفضت إلى شعبة واحدة في عام 1981 . من ال 1991-92 فصل فصاعدا أندية من ألمانيا الشرقية السابقة التي تشارك في الدوري، وتوسيع لفترة وجيزة إلى قسمين مرة أخرى. عادت إلى تنسيق شعبة واحدة مرة أخرى في نهاية هذا الموسم، وقد لعب مع أندية 18 كما قوتها منذ عام 1994. ناديين من 2 . يتم الترويج الدوري الألماني مباشرة إلى الدوري الألماني، في حين تم تحديد ناد يروج الثالث من خلال اللعب العرضية 1974-1991 و مرة أخرى منذ عام 2008. بين عامي 1991 و 2008 تمت ترقيته النادي صاحب المركز الثالث في الدوري مباشرة. وهبط أندية القاع في الدوري إلى دوري الدرجة الثالثة التي كانت، 1974-1994 في الدرجة الرابعة، 1994-2008 و المقاطعات ومنذ عام 2008 3 . الإسباني. تذبذبت عدد من الأندية انزالها على مر السنين. منذ عام 2008 ناديين يتم انزالها مباشرة في حين ان فريق ثالث مشاركة له الفرصة للدفاع عن مكان الدوري في خوض الملحق ضد الفريق صاحب المركز الثالث من 3 . الإسباني.
نادي نورمبرغ يحمل العدد القياسي من البطولات في هذا الدوري برصيد 4 مرات . كما يحمل النادي الرقم القياسي للترقيات من دوري القسم الثاني الي دوري القسم الأول برصيد 7 مرات .

## سجل الأبطال
| الموسم    | الأبطال              | الوصيف               | المركز الثالث       |
| --------- | -------------------- | -------------------- | ------------------- |
| 1992–93   | نادي فرايبورغ        | نادي دويسبورغ        | لوكوموتيف لايبزيغ   |
| 1993–94   | نادي بوخوم           | نادي أوردينغن 05     | ميونخ 1860          |
| 1994–95   | هانزا روستوك         | نادي سانت باولي      | فورتونا دوسلدورف    |
| 1995–96   | نادي بوخوم           | أرمينيا بيليفيلد     | نادي دويسبورغ       |
| 1996–97   | نادي كايزرسلاوترن    | نادي فولفسبورغ       | نادي هرتا برلين     |
| 1997–98   | آينتراخت فرانكفورت   | نادي فرايبورغ        | نادي نورنبرغ        |
| 1998–99   | أرمينيا بيليفيلد     | نادي أونترهاخينغ     | إس إس في أولم 1846  |
| 1999–2000 | نادي كولن            | نادي بوخوم           | إنيرجي كوتبوس       |
| 2000–01   | نادي نورنبرغ         | بوروسيا مونشنغلادباخ | نادي سانت باولي     |
| 2001–02   | هانوفر 96            | أرمينيا بيليفيلد     | نادي بوخوم          |
| 2002–03   | نادي فرايبورغ        | نادي كولن            | آينتراخت فرانكفورت  |
| 2003–04   | نادي نورنبرغ         | أرمينيا بيليفيلد     | ماينتس 05           |
| 2004–05   | نادي كولن            | نادي دويسبورغ        | آينتراخت فرانكفورت  |
| 2005–06   | نادي بوخوم           | ألمانيا آخن          | إنيرجي كوتبوس       |
| 2006–07   | نادي كارلسروه        | هانزا روستوك         | نادي دويسبورغ       |
| 2007–08   | بوروسيا مونشنغلادباخ | نادي هوفنهايم        | نادي كولن           |
| 2008–09   | نادي فرايبورغ        | ماينتس 05            | نادي نورنبرغ        |
| 2009–10   | نادي كايزرسلاوترن    | نادي سانت باولي      | نادي آوغسبورغ       |
| 2010–11   | نادي هرتا برلين      | نادي آوغسبورغ        | نادي بوخوم          |
| 2011–12   | غرويتر فورت          | آينتراخت فرانكفورت   | فورتونا دوسلدورف    |
| 2012–13   | نادي هرتا برلين      | آينتراخت براونشفايغ  | نادي كايزرسلاوترن   |
| 2013–14   | نادي كولن            | بادربورن 07          | غرويتر فورت         |
| 2014–15   | إنغولشتات 04         | دارمشتات 98          | نادي كارلسروه       |
| 2015–16   | نادي فرايبورغ        | آر بي لايبزيغ        | نادي نورنبرغ        |
| 2016–17   | نادي شتوتغارت        | هانوفر 96            | آينتراخت براونشفايغ |
| 2017–18   | فورتونا دوسلدورف     | نادي نورنبرغ         | هولشتاين كيل        |
| 2018–19   | نادي كولن            | بادربورن 07          | يونيون برلين        |
| 2019–20   | أرمينيا بيليفيلد     | نادي شتوتغارت        | نادي هايدنهايم      |

- الأسماء المكتوبة بحروف غليظة تعني أنها ضمنت التأهل الي دوري القسم الأول